# Рагби 15 репрезентација Шпаније
Рагби јунион репрезентација Шпаније је рагби јунион тим који представља Шпанију у овом екипном спорту. Шпанија је учествовала на светском првенству у рагбију 1999. У прошлости су шпански рагбисти забележили 3 победе против Италије. Дрес Шпаније је црвене боје, а шорц је плаве боје. Шпанија је у најјачој групи такмичења које се зове Куп европских нација.

## Тренутни састав
Џо Хачинсон
Хуан Анаја Лазаро
Франсинско Бланко
Фернандо Мартин Лопез Перез
Агустин Ортиз
Џон Забала
Анибал Бонан
Виктор Санчез Борего
Дејвид Берера Ховарт
Франсиско Коплет
Хавије де Хуан
Мануел Мора Руиз
Хозе Луис дел Вале
Игор Генуа
Грегори Маиквез
Себастиен Рует
Метју Беле
Тибаут Алварез
Игнасио Контарди
Серђи Аубанели
Бред Линклетер
Федерико Кастиљоне